# Еріка (пістолет)
Еріка (нім. Erika) — австрійський самозарядний пістолет.

## Історія
Пістолет був розроблений австрійським інженером Францом Пфаннлем 1912 року, його монограма прикрашає ебонітові накладки на руків'ї. Продавався пістолет як ідеальний кишеньковий пістолет для мисливців, туристів, спортсменів тощо за 24 шилінги, один патрон коштував 8 грошів. Виробництво пістолета припинилося на початку 1926 року, всього було випущено близько 3500 екземплярів. Низький попит на пістолет пояснювався малопотужним набоєм: при пострілі впритул його куля пробивала хвойний брус на 4 сантиметри.

## Опис
Автоматика пістолета працює за рахунок вільного ходу затвора. Ударно-спусковий механізм куркового типу з повністю прихованим курком. Стрільба з пістолета здійснюється тільки самовзводом. Магазин з п'ятьма набоями вставляється між руків'ям і прорізом спускової скоби, що виглядало явно застарілим щодо сучасних для «Еріки» кишенькових пістолетів, але дозволило зробити пістолет дуже плоским. Механічний запобіжник розташований на лівій стороні, при включенні він блокує курок. Приціл відкритий, не регульований.
Також випускалася друга модель даного пістолета, яка була коротшою за стандартну і мала коротше руків'я. Коротка модель мала також варіацію з подовженим до 105 мм стволом, загальна довжина пістолета при цьому становила 180 мм.